# Inermaegocidnus elongatus
Inermaegocidnus elongatus är en skalbaggsart som beskrevs av Stefan von Breuning 1961. Inermaegocidnus elongatus ingår i släktet Inermaegocidnus och familjen långhorningar. Inga underarter finns listade i Catalogue of Life.